# Efraín Juárez
Efraín Juárez Váldez (* 22. Februar 1988 in Mexiko-Stadt) ist ein mexikanischer Fußballspieler, der in der Defensive – meistens als rechter Verteidiger, gelegentlich auch im defensiven Mittelfeld – zum Einsatz kommt. Er ist aktuell ohne Verein und stand zuletzt bis Februar 2019 bei den Vancouver Whitecaps unter Vertrag.

## Biografie
Juárez kommt aus dem Nachwuchs der Pumas de la UNAM, aus dessen Jugendmannschaft ihm der Sprung ins U-17-Nationalteam Mexikos gelang. Mit diesem gewann er 2005 die in Peru ausgetragene U-17-Weltmeisterschaft.
In der Spielzeit 2005/06 erhielt er einen Profivertrag beim Club Universidad Nacional, kam jedoch nicht zum Einsatz. Vor Beginn der Saison 2006/07 wechselte er zum FC Barcelona, wo er sich nicht durchsetzen konnte. Ende 2007 kehrte er nach Mexiko zurück, wo er seither erneut bei den UNAM Pumas unter Vertrag steht.
Sein Debüt als Profispieler in Reihen des Universitätsvereins gab er am 2. Januar 2008 in einem Spiel der InterLiga gegen den CF Monterrey, das die Pumas zwar mit 1:0 gewannen, am Ende jedoch Gruppenletzter wurden und somit die Qualifikation zur Copa Libertadores verpassten.
Sein Debüt in der Primera División feierte er am ersten Spieltag der Apertura 2008 (Saison 2008/09) in einem Match gegen Necaxa, das am 27. Juli 2008 ausgetragen und von den Pumas mit 2:0 gewonnen wurde.
Am 28. Juni 2009 feierte Juárez sein Debüt in Reihen der mexikanischen Nationalmannschaft in einem Testspiel gegen Guatemala, das in den USA ausgetragen wurde und torlos endete. Sein größter Erfolg im Dress der Nationalmannschaft war der Gewinn des CONCACAF Gold Cup 2009. Bei diesem Turnier hatte Juárez alle Spiele in voller Länge bestritten.
Im Sommer 2010 wechselte Juárez nach Schottland zu Celtic Glasgow, wo er einen 4-Jahres-Vertrag unterschrieb. Bis Januar 2012 wurde Juárez an Real Saragossa ausgeliehen. Im Juni wechselte er zurück in seine Heimat zum Club América. Nachdem er für eine Saison an CF Monterrey verleihen wurde, verpflichtete der Verein ihn 2014 ganz. Im Januar 2018 wurde dann sein Wechsel zu den Vancouver Whitecaps bekannt gegeben. Am 1. Februar wurde sein Vertrag beim Major-League-Soccer-Verein beidseitig aufgelöst.

## Erfolge

### Verein
- Mexikanischer Meister: Clausura 2009, Clausura 2013
- Schottischer Pokalsieger: 2010

### Nationalmannschaft
- U-17-Weltmeister: 2005
- CONCACAF-Gold-Cup-Sieger: 2009, 2011